# Vương miện Thánh Edward
Vương miện Thánh Edward (tiếng Anh: St Edward's Crown) là vật phẩm cũng như thánh vật quan trọng nhất của Hệ thống các vương miện của Vương quốc Anh. Vương miện được đặt theo tên của Thánh Edward Người Tuyên xưng Đức tin. Kể từ thế kỷ XIII, theo truyền thống của Vương thất Anh, các phiên bản của vương miện này đã được sử dụng để đội lên đầu cho các quốc vương Anh tại lễ đăng quang.
Vương miện ban đầu là một thánh tích được lưu giữ tại Tu viện Westminster, nơi chôn cất của Thánh Edward, cho đến khi vương miện bị bán hoặc bị nấu chảy khi Quốc hội bãi bỏ chế độ quân chủ vào năm 1649, trong cuộc Nội chiến Anh.
Phiên bản hiện tại của Vương miện Thánh Edward được làm cho Charles II của Anh vào năm 1661. Nó bằng vàng nguyên khối, cao 30 cm (12 in), nặng 2,23 kg (4,9 lb) và được trang trí bằng 444 viên đá quý và bán quý. Vương miện có trọng lượng và hình dáng tổng thể tương tự như nguyên bản, nhưng vòm của nó được thiết kế theo kiểu Baroque.
Sau năm 1689, Vương miện này không được sử dụng để trao trong lễ đăng cơ trong suốt hơn 200 năm. Vào năm 1911, truyền thống mới được phục hồi bởi Vua George V, và tất cả các vị quân chủ tiếp theo (ngoại trừ Vua Edward VIII) đã được đội Vương miện Thánh Edward lên đầu trong ngày đăng cơ. Hình ảnh cách điệu của chiếc vương miện này được sử dụng trên quốc huy, huy hiệu, biểu trưng và nhiều phù hiệu khác trong các Vương quốc Thịnh vượng chung để tượng trưng cho quyền lực hoàng gia của Nữ vương Elizabeth II.
Sau khi kết thúc lễ đăng quang, Vương miện Thánh Edward được trưng bày công khai trong Nhà ngọc (Jewel House) tại Tháp Luân Đôn. Có nghĩa là, các vị quân chủ Anh chỉ được đội Vương miện Thánh Edward duy nhất một lần trong đời vào ngày họ đăng cơ, sau đó, trong các buổi lễ trọng đại của vương quốc họ sẽ dùng chiếc Vương miện Nhà nước Đế chế.

## Mô tả
Vương miện Thánh Edward được làm bằng vàng 22 carat, với chu vi 66 cm (26 in), cao 30 cm (12 in) và nặng 2,23 kg (4,9 lb). Nó có bốn fleurs-de-lis và bốn Thập tự giá, hỗ trợ hai vòm được nhúng trên đỉnh bằng một monde và Thậ tự giá, các vòm và monde biểu thị một Vương miện hoàng gia. Nắp nhung màu tím của nó được cắt bằng ermine. Trên vương miện được trang bí bằng 444 viên đá quý và đá bán quý, bao gồm 345 viên Beryl cắt hoa hồng, 37 viên Topaz trắng, 27 viên Tourmalin, 12 viên hồng ngọc, 7 viên thạch anh tím, 6 viên Saphir, 2 viên Jargoon , 1 viên Granat, 1 viên Spinel và 1 viên carbuncle.

## Sử dụng
Mặc dù nó được coi là vương miện đăng quang chính thức, nhưng chỉ có sáu vị quân chủ Anh được trao Vương miện Thánh Edward kể từ sau khi vật phẩm này được phục hồi: Charles II (1661), James II (1685), William III (1689), George V (1911), George VI (1937) và Elizabeth II (1953). Nữ vương Mary II và Nữ vương Anne được đội vương miện kim cương nhỏ của riêng họ; George I, George II, George III và William IV với Vương miện Nhà nước George I; George IV với chiếc vương miện mới bằng kim cương được thiết kế riêng cho lễ đăng cơ của ông; và Nữ vương Victoria và Edward VII đã không sử dụng Vương miện Thánh Edward vì trọng lượng của nó và thay vào đó họ sử dụng phiên bản 1838 nhẹ hơn của Vương miện Nhà nước Đế chế. Khi không được sử dụng trong lễ đăng cơ, Vương miện Thánh Edward được đặt trên bàn trong lễ đăng quang; tuy nhiên, nó hoàn toàn không có trong lễ đăng cơ của Nữ hoàng Victoria.

### Sử dụng trong huy hiệu
Vương miện Thánh Edward được sử dụng rộng rãi như một biểu tượng trong các huy hiệu của Vương quốc Anh, được kết hợp vào vô số các biểu tượng và phù hiệu. Vì Vương quốc Anh là một quốc gia quân chủ lập hiến với chính phủ chịu trách nhiệm, vương miện cũng có thể tượng trưng cho "chủ quyền (hoặc quyền hạn) của quốc vương". Nó có thể được tìm thấy trong Royal Cypher; Vương gia huy Vương quốc Liên hiệp Anh và Bắc Ireland; Huy hiệu Hoàng gia Anh; và các huy hiệu của lực lượng cảnh sát của Anh và xứ Wales, Cảnh sát biển của Nữ hoàng, Lục quân Anh, Thủy quân lục chiến Hoàng gia, Không quân Hoàng gia Anh và HM Revenue and Customs. Nó cũng tạo thành biểu tượng của Royal Mail, dịch vụ bưu chính của Vương quốc Anh. (Ở Scotland, Vương miện Scotland có thể xuất hiện thay cho Vương miện Thánh Edward).

## Lịch sử